# De Férias com o Ex Brasil
De Férias com o Ex Brasil é um reality show brasileiro, co-produzido pela Floresta Produções exibido pela MTV. É a versão brasileira do formato original britânico Ex on the Beach. A primeira temporada teve estreia em 13 de outubro de 2016, contando com dez episódios. O programa é narrado por Allan Arnold.
Um reality show com cinco mulheres e cinco homens que desfrutarão de um paraíso juntos numa mansão luxuosa. A expectativa é de novos romances e quem sabe encontrar o verdadeiro amor. No entanto, a paz é interrompida quando os ex-namorados dos participantes começam a aparecer inesperadamente a cada episódio. Eles surgem na praia, um local que passa a ser temido por todos, já que os participantes nunca sabem quem pode aparecer e quando isso irá acontecer.

## Temporadas
| Temporada | Temporada | Local                              | Episódios | Transmissão original   | Transmissão original   |
| Temporada | Temporada | Local                              | Episódios | Estreia de temporada   | Final de temporada     |
| --------- | --------- | ---------------------------------- | --------- | ---------------------- | ---------------------- |
|           | 1.ª       | Praia de Pipa, Rio Grande do Norte | 10        | 13 de outubro de 2016  | 15 de dezembro de 2016 |
|           | 2.ª       | Praia de Pipa, Rio Grande do Norte | 10        | 19 de outubro de 2017  | 21 de dezembro de 2017 |
|           | 3.ª       | Ilhéus, Bahia                      | 12        | 27 de setembro de 2018 | 13 de dezembro de 2018 |
|           | 4.ª       | Ilhabela, São Paulo                | 12        | 25 de abril de 2019    | 11 de julho de 2019    |
|           | 5.ª       | Trancoso, Bahia                    | 12        | 3 de outubro de 2019   | 19 de dezembro de 2019 |
|           | 6.ª       | Jericoacoara, Ceará                | 12        | 21 de maio de 2020     | 6 de agosto de 2020    |
|           | 7.ª       | Ilhabela, São Paulo                | 12        | 8 de abril de 2021     | 24 de junho de 2021    |

## Participantes
| Temp. | Elenco original | Exes | Total |
| ----- | --- | --- | ----- |
| 1(en) | Alex Merencio • André Coelho • Anna Clara Maia • Gabrieli Diniz • Gui Araújo • Héric Henrique • Iure Meirelles • Michelle Alveia • Nathalia Andrade • Raphaela Sirena •          | Gabi Brandt • Gui Trestini • Gabi Prado • Lis Aguiar • Jennifer Caivano • Gabriel Lago • Elthon Charles • Keroline Tu • Luis Claudio Mós • Sofia Zuppo •                                                               | 20    |
| 2(en) | Diego Supérbi • Fagner Sousa • Gabi Domingues • Gabi Prado • João Folsta • Nicolas Guasque • Pedro Ortega • Raissa Castro • Saory Cardoso • Stephanie Viegas •                   | Priscila Zoo • Claudio Matos • Maju Mazalli • Carol Maya • Paulo Rapuano • JP Andrade • Andressa Santos • Thaigo Consani • Scarlat Cióla • Mariana Costa • Roy Stainsack •                                             | 21    |
| 3(en) | Any Borges • Felipe Gandy • Fernanda Mincarone • Giovana Freitas • Igor Freitas • Mauricio Miguel • Mylena Delatorre • Paulo Philippe • Vini Büttel • Yá Burihan •               | Renata Dias • Andressa Alves • Guto Nogueira • Tati Dias • Luiza Aragão • Guilherme Franciscon • Lipe Ribeiro • Dani Seta • Martina Sanzi • Arthur Jobim • Fernando Lobo • Mel Gropo • Leo Balthazar •                 | 23    |
| 4(en) | Bruno Mooneyhan • Carlos Gopfert • Cléber Zuffo • Gabriella Leite • Gabriel Aglio • Guilherme Leonel • Jhenyfer Dulz (Bifão) • Sarah Fonseca • Tati Dias • Yasmin Alves •        | Fábia Calazans • Miguel Neto • Stéfani Bays • Leonardo Xavier • Carolina Mattesco • Pedro Calderari • Ana Carolina Andrade • Lary Bottino • Matheus Crivella (Novinho) • Karina Sousa • Ingrid Cardoso • Luca Colela • | 22    |
| 5(en) | Any Borges • Cinthia Cruz • Fabio Beltrão • Lipe Ribeiro • Flavio Nakagima • Gui Araújo • Hana Khalil • Leo Picon • Rebecca • Rafaela Porto • Stéfani Bays • Túlio Rocha •       | Mirela Janis • Gabriel Romano • Marcelle Casagrande • Catherine Bascoy • João Gabriel Brey • Vitória Bellato • Gabrielle Fernandes • Bruno Toledo • Rodrigo Senna (Digow) • Yá Burihan • Jonas Bento • Rafael Devecz • | 24    |
| 6(en) | Bárbara Morais • Caio Cabral • Flávia Caroline • Igor Adamovich • Jéssica Marisol • João Hadad • Matheus Crivella (Novinho) • Mayara Cardoso • Mina Winkel • Rafael Vieira •     | Rebecca Diniz • Diego Poggetti • Camilla Costa • Victor Padula • Jarlles Gois • Scarlat Cióla • Matheus Magalhães • Natan Amorim • Larissa Cozer • Leo Lacerda • Rafael Dutra • Arthur Muniz •                         | 22    |
| 7(en) | Caíque Gama • Day Camargo • Gabily • Ingrid Ohara • Lary Bottino • Maju Mazalli • Marina Gregory • Matheus Pasquarelli • Neguin • Pedro Ortega • Rico Melquiades • Tarso Brant • | Flávio Nakagima • Tainá Felipe • Lhuis Mattos • Flavia Gabê • Bruninho • Lincoln Lau • Gabi Rippi • Fael • Camila Ribeiro • Diego Gelio • Bella Fernandes • Sander Henrique • Letícia Escarião • Ariana Rosa •         | 26    |

## Programas derivados

### Amor e Ódio
Foi um programete exibido da 1.ª a 3.ª temporada do De Férias com o Ex, diariamente, nos intervalos da MTV durante os meses de exibição do reality show. Os programetes, geralmente curtos e exibidos mais de uma vez por dia durante a programação do canal, mostrava os melhores momentos de cada episódio. Foi apresentado durante as duas primeiras temporadas pela apresentadora Maria Eugênia Suconic e por Ste Viegas e Claudinho Matos na terceira e última temporada.

### A Treta não tira Férias
Temporada especial que conta com a participação dos ex-participantes de suas respectivas temporadas, ex-namorados e familiares. Juntos eles assistem e comentam, pela primeira vez, as cenas mais polêmicas, divertidas e marcantes das suas temporadas. O saudoso ‘tablet do terror’ entra em ação para trazer, sem filtro, novas surpresas e colocar em pauta assuntos comprometedores. A primeira temporada reuniu os participantes da 1ª e 2ª temporadas, a segunda temporada reuniu os participantes da 3ª temporada e a terceira temporada reuniu participantes da 4ª e 5ª temporadas e passou a ser apresentado por Gabi Prado ex-participante da atração.

### No Estúdio com o Ex
Exibido diretamente no canal do YouTube da MTV, o programa consiste em entrevistas com um dos participantes do De Férias com o Ex a cada semana. Em 2017, foi apresentado por Maria Eugênia Suconic, Michelli Provensi e Hugo Gloss. Durante a 3.ª, 4.ª e 5.ª temporadas foi apresentado por Becca Pires dividindo a apresentação eventualmente com Lucas Maciel na 4.ª e com Leo Picon na 5.ª. A partir da 6.ª temporada passou a ser apresentado somente por Matheus Mazzafera.

### D.R. Com o Ex
O novo programa vai mostrar as reações dos participantes da sexta temporada a momentos polêmicos vividos na casa. Acompanhados de cinco veteraníssimos do De Férias que vão comentar as reações deles às cenas e dar aquele pitaco de quem entende do assunto.

### Tarô do Ex
Nesse novo programa, Hana Khalil explica de forma lúdica, por meio dos cosmos e da astrologia, diversas situações e personagens do De Férias Com o Ex.

### Quem é esse Ex
Nesse novo programa, Gabrielly Ricci, a "Gossipinha", dona da página "Gossip do Dia" mostra mais sobre os participantes da 7ª temporada.

## Prêmios e indicações
| Ano  | Prêmio                    | Categoria                                 | Indicado                                  | Resultado | Ref.          |
| ---- | ------------------------- | ----------------------------------------- | ----------------------------------------- | --------- | ------------- |
| 2016 | Troféu UOL TV e Famosos   | Melhor Reality show                       | De Férias com o Ex Brasil 1               | Indicado  | [ 10 ]        |
| 2017 | Prêmio F5                 | Melhor Reality show                       | De Férias com o Ex Brasil 2               | Indicado  | [ 11 ]        |
| 2017 | Troféu UOL TV e Famosos   | Melhor Reality show                       | De Férias com o Ex Brasil 2               | Venceu    | [ 12 ]        |
| 2018 | MTV MIAW                  | Melhor Reality                            | De Férias com o Ex Brasil 2               | Venceu    | [ 13 ]        |
| 2018 | MTV MIAW                  | Shade do Ano                              | Raissa vs Gabi Prado                      | Indicado  | [ 13 ]        |
| 2018 | Troféu UOL TV e Famosos   | Melhor Reality Show                       | De Férias com o Ex Brasil 3               | Indicado  | [ 14 ]        |
| 2018 | Melhores do Ano NaTelinha | Melhor Reality                            | De Férias com o Ex Brasil 3               | Indicado  | [ 15 ]        |
| 2018 | Prêmio F5                 | Melhor Reality                            | De Férias com o Ex Brasil 3               | Indicado  | [ 16 ]        |
| 2019 | Prêmio F5                 | Melhor Reality                            | De Férias com o Ex Brasil – Celebs        | Indicado  | [ 17 ]        |
| 2019 | Melhores do Ano NaTelinha | Melhor Reality                            | De Férias com o Ex Brasil 4               | Indicado  | [ 18 ]        |
| 2019 | Prêmio Contigo! Online    | Melhor Reality Show                       | De Férias com o Ex Brasil – Celebs        | Indicado  | [ 19 ]        |
| 2020 | Prêmio Jovem Brasileiro   | Melhor programa, série, novela ou reality | De Férias com o Ex Brasil                 | Indicado  | [ 20 ]        |
| 2020 | MTV MIAW                  | Maratonei                                 | De Férias com o Ex Brasil                 | Indicado  | [ 21 ] [ 22 ] |
| 2020 | MTV MIAW                  | Melhor Participante de Reality            | Rafa Vieira (De Férias com o Ex 6)        | Venceu    | [ 21 ] [ 22 ] |
| 2020 | MTV MIAW                  | Melhor Participante de Reality            | Matheus Novinho (De Férias com o Ex 6)    | Indicado  | [ 21 ] [ 22 ] |
| 2020 | MTV MIAW                  | Melhor Participante de Reality            | Scarlat Ciola (De Férias com o Ex 6)      | Indicado  | [ 21 ] [ 22 ] |
| 2020 | MTV MIAW                  | Live Pra Tudo                             | No Estúdio com o Ex (Matheus Mazzafera)   | Indicado  | [ 21 ] [ 22 ] |
| 2020 | Prêmio Contigo! Online    | Melhor Reality Show                       | De Férias com o Ex Brasil                 | Indicado  | [ 23 ] [ 24 ] |
| 2020 | Prêmio F5                 | Melhor Reality Show                       | De Férias com o Ex Brasil                 | Indicado  | [ 25 ] [ 26 ] |
| 2020 | Séries Em Cena Awards     | Melhor Reality Show                       | De Férias com o Ex Brasil                 | Indicado  | [ 27 ] [ 28 ] |
| 2021 | MTV MIAW                  | Realeza do Reality                        | Ingrid Ohara (De Férias com o Ex Celeb 2) | Indicado  |               |

## Críticas e controvérsias

### Acusação de censura
Durante a exibição da sexta temporada, a MTV foi criticada pela mídia, telespectadores e participantes do elenco por censurar, em dois episódios, cenas de sexo envolvendo casais homossexuais, enquanto as cenas de relação sexual que envolviam casais heterossexuais foram deixadas sem censura. Primeiramente no episódio 6, quando Rafa Vieira e Jarlles Góis passaram a noite juntos em um dos quartos, e depois, pela segunda vez, no episódio 9, quando Jarlles Góis e Leo Lacerda foram para a Suíte Master.
A decisão do canal levou a acusações do uso de dois pesos e duas medidas, homofobia e ao questionamento da autenticidade do ativismo social da emissora (com o episódio 6 tendo ido ao ar pela primeira vez no dia 25 de junho de 2020, durante o Mês do Orgulho LGBT, amplamente promovido e celebrado durante os intervalos comerciais da programação da MTV). Após uma série de reclamações do público, cenas íntimas envolvendo um casal gay (Léo Lacerda e Matheus Magalhães) foram exibidas sem censura durante os episódios 10 e 11.